# Paraves
Paraves é um clado baseado em ramo definido para incluir todos os dinossauros que são mais estreitamente relacionados às aves do que aos Oviraptorosauria. Os paravianos compreendem dois grandes sub-grupos: Avialae, incluindo Jeholornis e as aves modernas, e o Deinonychosauria, que inclui os Dromaeosauridae e Troodontidae, que podem ou não formar um grupo natural.

## Evolução
Paravianos divergiram de outros maniraptoranos há 160 milhões de anos; cerca de 65 milhões de anos depois, os ancestrais das aves modernas divergiram de outros paravios há aproximadamente 95 milhões de anos.
Além do grupo de coroas de pássaros modernos, que são descendentes diretos da linhagem de caules de Paraves, não existem sobreviventes ou material genético, de modo que toda a sua filogenia é inferida apenas a partir do registro fóssil.   O fóssil prototípico é o Archaeopteryx, dos quais 11 exemplos inteiros ou parciais foram encontrados.

### Ovos
A cor do ovo teve uma única origem evolutiva em eumaniraptoranos.